# 登頓 (堪薩斯州)
登頓（英語：Denton）是一個位於美國堪薩斯州多尼芬縣的城市。

## 地方資料
根據2020年美國人口普查的數據，登頓的面積為0.38平方千米，當中陸地面積為0.38平方千米，而水域面積為0.00平方千米。當地共有人口138人，而人口密度為每平方千米363.16人。